# NGC 3289
NGC 3289 é uma galáxia espiral barrada (SB0-a) localizada na direcção da constelação de Antlia. Possui uma declinação de -35° 19' 23" e uma ascensão recta de 10 horas, 34 minutos e 07,3 segundos.
A galáxia NGC 3289 foi descoberta em 20 de Abril de 1835 por John Herschel.